# ۲۲ سپتامبر
۲۲ سپتامبر دویست و شصت و پنجمین (در سال‌های کبیسه دویست و شصت و ششمین) روز سال در گاه‌شماری میلادی است. ۱۰۰ روز تا پایان سال باقی‌است.

## رویدادها
- ۱۹۱۴ - جنگ جهانی اول: اس‌ام او-۹، او-بوت آلمانی در عرض حدود یک ساعت سه ناو زرهی نیروی دریایی بریتانیا را در نزدیکی ساحل هلند غرق کرد.
- ۱۹۶۰ - زمین‌لرزه ۱۹۶۰ کنگو
- ۱۹۸۰ - آغاز تهاجم عراق به ایران
- ۲۰۰۲ - زمین‌لرزه ۲۰۰۲ دادلی
- ۲۰۱۳ - بمب‌گذاری‌های شهر پیشاور پاکستان ۱۲۷ کشته بجای گذاشت.[۱]
- ۲۰۱۵ - مایکروسافت آفیس ۲۰۱۶ عرضه شد.

## زادروزها
- ۱۸۲۷ – انیس طالوی، فقیه حنفی، زبان‌شناس، محدث و مفسر سوری (د. ۱۹۰۹)
- ۱۹۰۷ – فیلیپ فودرینگام-پارکر، راننده مسابقات فرمول یک اهل بریتانیا (د. ۱۹۸۱)
- ۱۹۲۸ – اریک برودلی، طراح و مهندس خودروهای فرمول یک و مؤسس شرکت لولا کارز (د. ۲۰۱۷)
- ۱۹۸۷ – تام فلتون، بازیگر و خواننده انگلیسی

## درگذشت‌ها
- ۲۰۰۷ - مارسل مارسو، بازیگر پانتومیم فرانسوی
- ۲۰۲۳ - جورجو ناپولیتانو، یازدهمین رئیس‌جمهور ایتالیا